# Krokodýl (zabezpečovací zařízení)

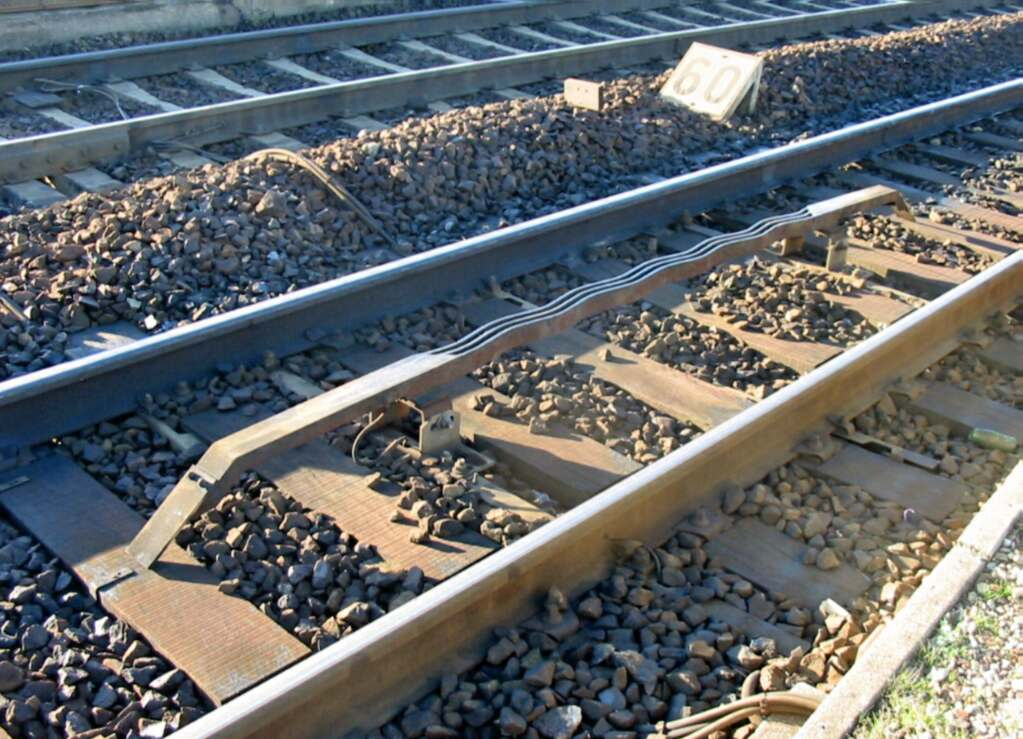
Standardní francouzský krokodýl je 3 m dlouhý, na obou koncích opatřený metrovým náběhem. Skládá se ze tří prolamovaných ocelových pásů, má šířku 10 cm a vyčnívá 92 mm nad temeno kolejnice.

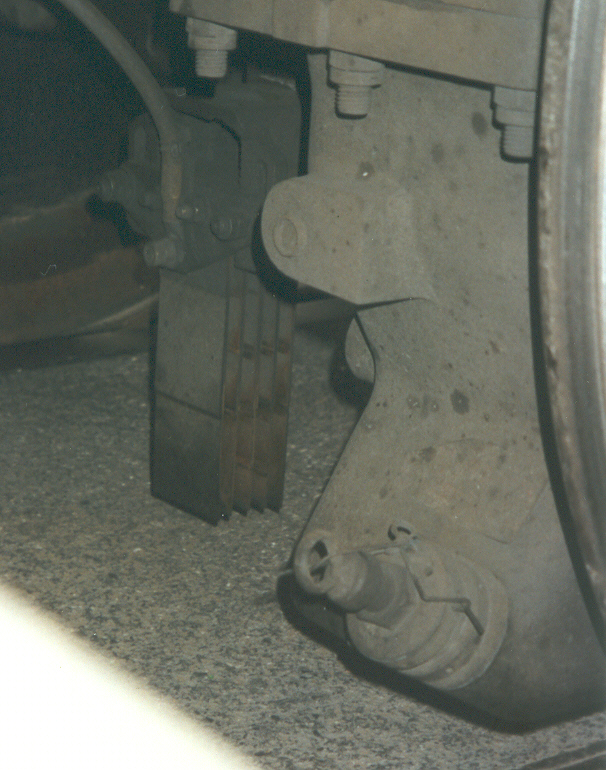
Snímač pro zabezpečovací zařízení typu krokodýl.

Krokodýl je železniční zabezpečovací zařízení používané ve Francii od roku 1872. Zařízení vynalezli inženýři Lartigue a Forest a poprvé bylo použito u společnosti Chemins de Fer du Nord. Později se rozšířil i do Belgie a Lucemburska.
Zařízení pracuje tak, že v ose koleje, většinou v místě návěstidla, je umístěn kontakt tvořený třemi prolamovanými ocelovými pásy. V případě, že je na následujícím návěstidle návěst stůj, je na krokodýla přivedeno kladné napětí 20 V proti kolejnici. Hnací vozidlo (řídící vůz) je na spodní straně opatřen kontaktem v podobě štětky nebo vějířku. Pokud je na něj přivedeno kladné napětí, uzavře se elektrický obvod a v kabině se rozezní houkačka, u parních lokomotiv lokomotivní píšťala. Pokud je návěstidlo v poloze dovolující jízdu, je na krokodýlu napětí opačné polarity a pouze gong upozorní strojvedoucího. Zároveň se v obou případech zaznamená kontakt na rychloměrný proužek.
Původně toto zařízení nemělo přímý vliv na jízdu vlaku, teprve v pozdější době byla zavedena nutnost obsloužení tlačítka při zaznění houkačky, jinak po 5 s nastalo rychločinné brzdění. Zároveň až k dalšímu návěstidlu svítí na stanovišti žlutá kontrolka.
Velkou nevýhodou tohoto zařízení je nutnost spolehlivého mechanického kontaktu při průjezdu vozidla. Velkým nebezpečím je zejména sníh a námraza, která může zabránit přenosu výstražného signálu na stanoviště strojvedoucího. V současnosti je doplňován dalšími systémy.

## Memor II+
Systém MEMOR II zavedl sledování snižování rychlosti vlaku - po zaregistrování výstrahy musí vlak na vzdálenosti 800 m zpomalit na maximální rychlost 60 km/h, jinak dojde k zaúčinkování rychločinného brzdění. Problémem zůstala možnost projetí návěstidla v poloze stůj. Po tragické nehodě v Lucembursku v roce 1997 byl proto tento systém rozšířen - u hlavního návěstidla se nacházejí dva krokodýly vzdálené nejvýše 11 m. Pokud návěstidlo zakazuje jízdu, je na oba přivedeno kladné napětí. Pokud přes ně přejede vozidlo vybavené systémem MEMOR II+, dojde k jeho samočinnému zabrzdění.